# 건강혁명
건강혁명은 매주 월요일 ~ 금요일 오전 5시 40분에 방송된 한국방송공사의 텔레비전 프로그램이다.

## 기획 의도
대한민국의 성인들에게 올바른 건강관리의 기본과 운동, 생활습관을 알려주는 텔레비전 프로그램이다.

## 방송 시간
| 방송 채널 | 방송 기간                        | 방송 시간                         |
| --------- | -------------------------------- | --------------------------------- |
| KBS 2TV   | 2016년 4월 25일 ~ 2016년 7월 5일 | 매주 평일 오전 5:40 ~ 6:00 (20분) |

## 구성
- 월요일 : 당신의 혈당치는?
- 화요일 : 건강식품 대사전
- 수요일 : 건강 베이스캠프
- 목요일 : 건강도 산업이다
- 금요일 : 세계 건강기행

## 방송 회차
| 회차 | 방송일          | 제목 (원제)                                                                      |
| ---- | --------------- | -------------------------------------------------------------------------------- |
| 1회  | 2016년 4월 25일 | 당신의 혈당은 안녕하십니까                                                       |
| 2회  | 2016년 4월 26일 | [건강식품대사전] 식물성 단백질의 왕 두부                                         |
| 3회  | 2016년 4월 27일 | [건강혁명 베이스캠프] 혈당, 3일의 기록 1편                                       |
| 4회  | 2016년 4월 28일 | [건강도 산업이다] 당뇨에 좋은 음식 돼지감자                                      |
| 5회  | 2016년 4월 29일 | 조성훈의 세계건강기행 <이치카와씨의 행복한 오후>                                 |
| 6회  | 2016년 5월 2일  | 당신의 혈당치는? - 동대문 시장 편                                                |
| 7회  | 2016년 5월 3일  | 건강식품대사전 - 한국인의 에너지원, 쌀                                           |
| 8회  | 2016년 5월 4일  | 건강혁명 베이스캠프 - 혈당, 3일의 기록 2편                                       |
| 9회  | 2016년 5월 5일  | 건강도 산업이다 - 미래식량 곤충                                                  |
| 10회 | 2016년 5월 6일  | 세계건강기행 2편 - 나가노현 장수식당                                             |
| 11회 | 2016년 5월 9일  | 당신의 혈당치는? - 당뇨병 예방의 으뜸 ‘체중조절’                                 |
| 12회 | 2016년 5월 10일 | 건강식품대사전 - 장어                                                            |
| 13회 | 2016년 5월 11일 | 건강혁명 베이스캠프 - 혈당, 3일의 기록 3편                                       |
| 14회 | 2016년 5월 12일 | 내 몸에 맞는 처방전 - 몸속 자꾸만 쌓여만 가는 毒·미세먼지                        |
| 15회 | 2016년 5월 13일 | 세계건강기행 - 당뇨를 이기는 필리핀의 밥상                                       |
| 16회 | 2016년 5월 16일 | 당신의 혈당치는? - 찜질방편                                                      |
| 17회 | 2016년 5월 17일 | 건강식품대사전 - 신의 선물, 토마토                                               |
| 18회 | 2016년 5월 18일 | 건강혁명 베이스캠프 - 혈당, 3일의 기록 4편                                       |
| 19회 | 2016년 5월 19일 | 건강 핫 이슈 - 당신의 허리는 편안하십니까?                                       |
| 20회 | 2016년 5월 20일 | 세계건강기행 - 필리핀 누에바에시하의 푸른 보석, 여주                             |
| 21회 | 2016년 5월 23일 | 당신의 혈당치는? - 혈당 안전 지킴이, 등산                                        |
| 22회 | 2016년 5월 24일 | 건강식품 대사전 - 국민음식, 발효명작 된장                                        |
| 23회 | 2016년 5월 25일 | 건강혁명 베이스캠프 - 혈당, 3일의 기록 5편                                       |
| 24회 | 2016년 5월 26일 | 건강 핫이슈 - 보이지 않는 적, 집 먼지진드기를 잡아라!                            |
| 25회 | 2016년 5월 27일 | 세계건강기행 - 스트레스 지옥, 홍콩에서 살아남는 법                               |
| 26회 | 2016년 5월 30일 | 당신의 혈당치는? - 버스편                                                        |
| 27회 | 2016년 5월 31일 | 건강식품대사전 - 달걀                                                            |
| 28회 | 2016년 6월 1일  | 건강베이스캠프 2기 - 허벅지야~ 뱃살을 이겨라! 제1편                              |
| 29회 | 2016년 6월 2일  | 건강 핫이슈 - 뱃살은 살이 아니라 병                                              |
| 30회 | 2016년 6월 3일  | 세계건강기행 - 홍콩 2편. 보양식에 숨어있는 홍콩人의 장수 비결                    |
| 31회 | 2016년 6월 6일  | 당신의 혈당치는? - 마포 농수산물 시장 편                                         |
| 32회 | 2016년 6월 7일  | 건강식품대사전 - 착한 열매 매실                                                  |
| 33회 | 2016년 6월 8일  | 건강베이스캠프 - 허벅지야 뱃살을 이겨라! 제2편                                   |
| 34회 | 2016년 6월 9일  | 건강 핫이슈 - 강렬한 자외선, 노안을 재촉한다?                                    |
| 35회 | 2016년 6월 10일 | 세계건강기행 - 코타키나발루 1편 : 키나발루산의 선물                              |
| 36회 | 2016년 6월 13일 | 당신의 혈당은 안녕하십니까 - 에어로빅편                                          |
| 37회 | 2016년 6월 14일 | 건강식품대사전 - 채소 이상의 가치! 양파                                          |
| 38회 | 2016년 6월 15일 | 건강 베이스캠프 2기 - 허벅지야~ 뱃살을 이겨라! 제 3편                            |
| 39회 | 2016년 6월 16일 | 건강 핫이슈 - 저리고 시리고 쑤시고 통증의 적신호                                 |
| 40회 | 2016년 6월 17일 | 세계건강기행 - 코타키나발루 2편 : 전통을 이어 미래를 살린다                      |
| 41회 | 2016년 6월 20일 | 당신의 혈당은 안녕하십니까 - 커피에 대한 궁금증!                                 |
| 42회 | 2016년 6월 21일 | 건강식품대사전 - 100가지 이로움을 품은 마늘                                      |
| 43회 | 2016년 6월 22일 | 베이스캠프 2기 - 허벅지야~ 뱃살을 이겨라! 제4편                                  |
| 44회 | 2016년 6월 23일 | 건강 핫이슈 - 장이 보내는 위험 신호                                              |
| 45회 | 2016년 6월 24일 | 세계건강기행 - 스리랑카 1편 : 야생의 자연과 인간의 지혜가 공존하는 신비의 보물섬 |
| 46회 | 2016년 6월 27일 | 당신의 혈당은 안녕하십니까 - 스트레스에 관한 궁금증                              |
| 47회 | 2016년 6월 28일 | 건강식품대사전 - 주식으로 변하고 있는 빵                                         |
| 48회 | 2016년 6월 29일 | 베이스캠프 2기 - 허벅지야~ 뱃살을 이겨라! 제5편                                  |
| 49회 | 2016년 6월 30일 | 건강 핫 이슈 - 비만과의 전쟁                                                     |
| 50회 | 2016년 7월 1일  | 세계건강기행 - 스리랑카 2편 : 단맛에 길들여진 스리랑카 사람들                    |
| 51회 | 2016년 7월 4일  | [당신의 혈당은 안녕하십니까] 비만                                                |
| 52회 | 2016년 7월 5일  | 세계건강기행 - 에티오피아 슈퍼 곡물 테프의 재발견                                |